# Un medico tra gli eschimesi
Un medico tra gli eschimesi è un'autobiografia dello scrittore e medico danese Aage Gilberg, pubblicata nel 1948.
Originariamente pubblicata in danese con il nome di Eskimo doctor, venne successivamente tradotto e ristampato in altre lingue, favorendone la diffusione.

## Trama
L'autobiografia Un medico tra gli eschimesi comincia con un breve racconto della gioventù di Aage Gilberg in Danimarca. Eventi apparentemente importanti (matrimonio, scelta di diventare medico, primi posti di lavoro) si susseguono rapidamente e l'autore pone la sua attenzione sulla permanenza a Thule, colonia danese a nord-ovest della Groenlandia, dove, accompagnato dalla moglie Lisbet, lavorerà come medico per un anno.
Il suo periodo a Thule rappresenta il vero corpus del libro; esperienze, osservazioni e sensazioni sono descritte con vivo interesse e commozione. La popolazione eschimese viene descritta nei suoi usi e costumi, spesso viene posta su un piedistallo di fronte alla popolazione dell'est della Groenlandia, corrotta dal denaro e dalla società danese.
Si può affermare che il vero e proprio racconto comincia con la decisione di Aage di richiedere il posto di medico a Thule. Terminata la preparazione e affrontato il viaggio lungo e faticoso c'è finalmente l'agognato arrivo a Thule. Aage racconterà tutte le sue esperienze: gite in slitta, viaggi di lavoro, festività, scene di caccia.
Negli ultimi capitoli del libro c'è la descrizione di come l'autore e la moglie abbiano preso la decisione di partire: il desiderio di avere una famiglia e la consapevolezza della pericolosità di avere una moglie incinta, spesso in contatto con malati (solitamente di tubercolosi), li conducono all'inesorabile scelta.
Il libro si conclude con un confronto tra la società danese, guidata dal pettegolezzo e dall'invidia, e quella eschimese, libera e guidata da amore e fiducia.

## Struttura
Il libro è diviso in 18 capitoli, ognuno titolato e contenente una ben precisa avventura o esperienza.

### Capitolo 1: Sogni che diventano realtà
Il capitolo si apre con una descrizione della passione, coltivata sin da giovane, dell'autore verso la Groenlandia. 
Ormai al quarto anno di medicina, dopo aver ascoltato per anni le avventure dei ricercatori, chiede il permesso di entrare come mozzo nell'equipaggio di un bastimento diretto verso la Groenlandia.
A seguito del rifiuto, gli viene consigliato di andare da Lauge Koch, geologo di grande fama per le sue spedizioni in Groenlandia. Dopo un colloquio Aage viene assunto come aiuto-medico nella spedizione. L'autore, a bordo del “Gustave Holm”, affronta la spedizione con grande entusiasmo. Si sorprende per la bellezza dei paesaggi groenlandesi, per l'affiatamento nel bastimento e per il profondo rispetto che l'equipaggio ha per il capitano.
Lauge Koch viene descritto come un uomo umile (al contrario delle voci sul suo conto), abile e amato da tutti. Al termine dei suoi studi Aage viene assunto come medico ufficiale delle spedizioni di Koch.

### Capitolo 2: Preparativi di viaggio
Nel 1938 si liberano due posti di medici per colonie groenlandesi. Lisbet, fidanzata di Aage, lo informa subito e si mostra entusiasta del viaggio. Sebbene ci sia concorrenza, essendo anziani gli altri candidati, Aage viene scelto come medico ufficiale. La notizia della partenza della coppia non viene apprezzata da amici e parenti che sono spaventati da voci e credenze popolari.
Aage fa conoscenza con Mogens Holm, primo dottore nella colonia di Thule. Grazie a questa amicizia rincuora i parenti e ottiene informazioni su come preparare i bagagli e cosa è necessario portare. Improvvisamente avvisano Aage e Lisbet che la partenza è stata anticipata di sei settimane, lasciandogli solo dieci giorni per terminare i preparativi per la partenza. La mole di bagagli è enorme: provviste per un anno (sono necessarie per non diventare un peso alla colonia), oggetti di uso domestico, regali per la popolazione. Un ultimo inconveniente mette in pericolo la partenza: Aage viene chiamato come dottore dell'esercito; solo in seguito a numerose discussioni l'autore riesce ad ottenere la licenza e quindi il permesso di andare a Thule.
Prima della partenza viene celebrato il matrimonio tra i due ed il viaggio verso Thule è considerato come una “luna di miele”. In seguito c'è l'imbarco della coppia sull'“Hans Egede”, nave piccola e sporca. Grazie al tempo sereno superano Capo Farewell e sbarcano su una zona meridionale, distante 1200 miglia da Thule.

### Capitolo 3: Tappe verso il Nord

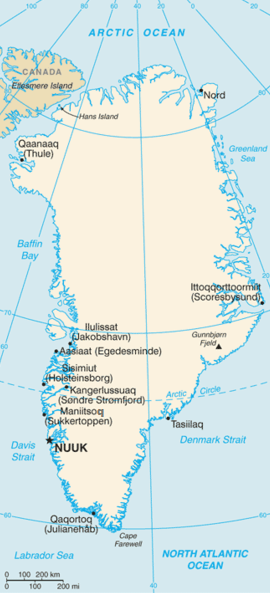
Groenlandia

Dopo essere passati per Faringehavn, un piccolo paese di pescatori, il battello arriva a Godthaab, capitale della Groenlandia del Sud.Aage e Lisbet rimangono delusi dalla corruzione della città: la popolazione, a causa dell'influenza danese e svedese, ha perso i suoi usi e costumi tradizionali. Prima della partenza si imbarca sull'Hans Egede Otto Sandgren, il nuovo pastore del distretto di Thule. Successivamente la nave, impossibilitata ad andare oltre, si ferma ad Egedesminde.
In attesa di un battello che li conduca a Thule la coppia è ospitata per cinque settimane dal Dottor Bjerre Joergenshen. Aage accompagna il dottore nelle sue visite, ne impara gli usi e osserva come la gente sia gentile ed ospitale. L'autore e la moglie assistono anche all'avvistamento di una baleniera che, accolta dalle urla gioiose della popolazione, porta a riva la sua preda. Il disossamento del cetaceo viene descritto nei minimi particolari: uomini e donne collaborano e, terminato il lavoro, la carne viene divisa equamente tra tutti. In attesa dello Swordfish, Aage e la moglie vanno a Godhavn per trovare un ex compagno di studi e qualche giorno dopo affrontano una difficoltosa scalata in compagnia del Vicario e della moglie.
Una volta imbarcati sullo Swordfish viene accolto un nuovo passeggero: Jensen, futuro vicario di Thule.

### Capitolo 4: Europei e indigeni nella Groenlandia occidentale
Aage, traendo spunto anche dalle storie raccontate dalla moglie di Jensen, descrive la convivenza tra Groenlandesi occidentali e danesi.
L'autore si sofferma su vari punti:
- Pettegolezzo: le donne spesso gareggiano per chi ha il marito migliore o chi è vestita meglio.
- Convivenza: fra i coinquilini si crea una forte antipatia che degenera in mutismo. La situazione peggiora durante i mesi di tenebra.
- Ospitalità: i groenlandesi sono molto ospitali ma vivono in maniera modesta e non hanno il lusso e lo sfarzo tipico delle tavole danesi. Perciò spesso gli stranieri reputano insufficiente l'ospitalità degli indigeni.
- Matrimonio: sono molto sconsigliati le unioni tra un danese e un'indigena. I parenti di lei tendono a farsi totalmente sostenere dal marito.
- Domestiche: spesso quando un uomo assume una governante indigena si crea una situazione chiamata magalak. La donna diventa la dominatrice della casa. Naturalmente la situazione peggiora quando fra i due c'è una relazione amorosa.

Aage nel raccontare le varie storie pone l'attenzione su come i groenlandesi occidentali, cercando di somigliare ai danesi, abbiano soltanto perso la purezza dei loro costumi.

### Capitolo 5: Arrivo alla meta
Lo Swordfish giunge sotto la montagna di Thule e la popolazione, avvistata l'imbarcazione, ne festeggia l'arrivo. 
Aage osserva come gli eschimesi non siano stati corrotti dalla società danese ma abbiano mantenuto intatte le loro abitudini. Lo Swordfish porta Aage a Siorapaluk e a Savigsivik: l'autore viene sempre accolto calorosamente, conosce gli abitanti e mangia i “re del mare”, uccelli tipici del luogo.
Aage scopre che dottore si dice “nakorsaq” e rimane impressionato dai sorrisi degli eschimesi: 
Sebbene l'autore nei primi mesi si ponga con superiorità di fronte alle abitazioni ed agli usi degli eschimesi, impara subito ad apprezzarne le singolarità e la comodità. Il capitolo si conclude con il matrimonio di Jennet e la moglie.

### Capitolo 6: Iniziamo la nostra vita a Thule
Il capitolo descrive il primo periodo della coppia che, con la partenza dello Swordfish, deve affrontare il trasloco e la conoscenza dell'intera comunità. 
L'ospedale del distretto può ospitare al massimo dodici pazienti ed è privo di precauzioni sanitarie adeguate (la cucina funge da mensa, sala operatoria e laboratorio per la birra). L'alloggio di Aage e Lisbet è piccolissimo e con l'entrata in comune con quella dell'ospedale. La coppia deve subito affrontare le bassissime temperature groenlandesi; le camere non possono avere une temperatura superiore a 4 °C.
L'autore incontra Usukutaq: un giovane sordomuto e con un ritardo mentale che l'ex dottore, trovatolo maltrattato dalla famiglia a Capo York, decise di portarlo con sé a Thule come “aiutante”; è dotato di un'eccezionale gestualità che diverte molto sia l'autore che la moglie.
Il capitolo si conclude con l'arrivo del Nascopi, una grande nave della compagnia della Baia di Hudson, che conduce personale di ricambio per la polizia degli avamposti canadesi.

### Capitolo 7: Peary e Rasmussen – un onomastico memorabile
Il capitolo si divide in due parti: una è il racconto della fondazione di Thule, l'altra descrive l'onomastico di Aage.
Con un'escursione verso la montagna di Thule, nella quale si trova il monumento a Knud Rasmussen, comincia una digressione sulle origini della colonia. L'esploratore Peary sfrutta la baia di Thule come postazione per le sue spedizioni e porta alla popolazione, quasi all'età della pietra, il progresso tecnologico. Nel 1910 Knud Rasmussen fonda la colonia danese di Thule; poco dopo istituisce un codice di leggi, il consiglio dei cacciatori, l'assemblea legislativa e costruisce l'ospedale.
In seguito la scena si sposta sull'onomastico di Aage. Viene preparata una grande festa con dolci, giochi per bambini e regali. Aage e Lisbet fanno conoscenza con Quakutiaq e Padtloq che li invitano a cena a mangiare cuore di tricheco.
L'autore osserva come gli eschimesi posseggano nelle loro case una foto del re di Danimarca e, sebbene non l'abbiano mai visto, lo considerano un uomo giusto.

### Capitolo 8: Salute e malattia a Thule
L'autore descrive le malattia, le abitudini e i costumi tipici della popolazione eschimese.
La malattia più comune e letale è la tubercolosi: la diffusione è elevatissima e gli eschimesi, abituati a vivere in dodici-quindici in una casa e dormire sullo stesso letto, ne favoriscono la propagazione. A Thule non è presente il cancro, l'appendicite né le malattie veneree ma è molto diffusa la sterilità. Particolare attenzione viene posta sulla carenza delle vitamine C e D: gli eschimesi, pur non disponendo di frutta e verdura, ricavano le vitamine mangiando pelle, fegato e rognone di tricheco.
Aage descrive anche come gli eschimesi siano persone estremamente pulite (non sputano, tossiscono con garbo) e di come il rapporto fra il nakorsaq e il paziente si fondi sulla totale fiducia.

### Capitolo 9: Tra una caccia al tricheco e una gita in slitta
Il capitolo è incentrato sulla caccia al tricheco. 
Prima che inizi l'inverno con sei mesi di oscurità gli eschimesi vanno a caccia per procurarsi scorte di cibo: Aage partecipa alla spedizione e parte in barca insieme ad altri cacciatori. Una volta avvistati i trichechi avviene l'arpionaggio: tecnica utilizzata per attirare il tricheco, catturarlo ed ucciderlo. La gioia della popolazione al ritorno dei cacciatori è enorme e tutti lavorano con entusiasmo per disossare il grande animale. Parte della caccia viene offerta all'ospedale per poter nutrire i pazienti.
In seguito l'autore parla delle sue difficoltà nell'utilizzare la frusta, strumento necessario per muoversi in slitta.
Aage termina il capitolo con un elogio della popolazione eschimese per il loro distacco dal denaro.

### Capitolo 10: Religione, cani, donne e cultura
Aage descrive i culti, le credenze ed i comportamenti tipici degli eschimesi
Il Cristianesimo, sebbene presente a Thule da soli trenta anni, è diffusissimo fra la popolazione locale che frequenta regolarmente le celebrazioni in Chiesa. 
Gli eschimesi non disprezzano la morte: viene considerata come l'unica cosa certa ed inevitabile. Non rubano, né discutono o si offendono ma sono sempre gioiosi e sorridenti. Le grandi imprese (es. lunghe traversate in slitta) sono considerate come eventi divertenti e per nulla faticosi. A Thule non sono presenti figli illegittimi, eccetto quelli fra indigeni e marinai. 
Aage parla anche della tolleranza degli eschimesi che, di fronte all'incapacità degli stranieri di compiere azioni per loro usuali, non li deridono ma li aiutano a migliorare.

### Capitolo 11: Diario dei mesi di tenebra
Con una struttura diaristica l'autore descrive il suo primo inverno (e con esso l'inizio dei sei mesi di tenebra) a Thule.
Sebbene all'esterno sia totalmente buio nella colonia la vita trascorre quasi normalmente. Aage continua nelle sue attività: parte in una spedizione con il famoso cacciatore Massanguaq, cura numerose persone giunte da Siorapaluk, partecipa al funerale della moglie del taglialegna. 
L'autore descrive anche l'influenza che la perenne oscurità ha sugli individui: irritabilià, stanchezza e ore di sonno aumentano. Il cambiamento umorale, al contrario di come affermano le voci, non è drastico ma progredisce con il passare dei mesi. Anche le temperature si abbassano drasticamente fino ad arrivare a -35 °C.

### Capitolo 12: Natale
Aage descrive il primo Natale vissuto a Thule, ne apprezza l'atmosfera di gioia, pace e serenità che è presente tra gli abitanti e che rimane per molto tempo.
Le preparazioni natalizia cominciano a settembre con la raccolta dell'erica che, nel mese di dicembre, è usata come addobbo. L'intera colonia viene adornata con alberi di natale, le case con dolci e cuori di carta. Gli abitanti di Thule trascorrono il periodo natalizia in pace e serenità e, grazie al Natale, ci si accorge anche dello scorrere del tempo (essendoci ancora l'oscurità). L'ospedale è ben addobbato e tutti i malati a Natale partecipano alla messa. Numerose persone vanno a salutare Aage e Lisbet, ci si scambiano piccoli doni e si mangiano molti dolci. L'atmosfera natalizia a Thule perdura per molto tempo. 
Aage osserva come i danesi siano ignoranti sulle condizioni della Groenlandia: credono sia come una piccola isola nella quale tutti gli abitanti si conoscono e non considerano le grandi distanze che intercorrono tra una colonia ed un'altra.

### Capitolo 13: Un giro professionale con 50 gradi sotto zero
Il nakorsaq visita tutto il distretto circa una o due volte l'anno. Le colonie sono sparse lungo la costa tra 75° e 79° di latitudine Nord. 
Aage, informato su un'epidemia scoppiata a Siorapaluk, decide di partire in slitta ma viene costretto a rinunciare a causa di una forte tempesta. Una volta in viaggio per Siorapaluk l'autore visita anche altre colonie dove viene sempre ben accolto, ospitato e nutrito. 
Aage osserva donne e uomini eschimesi non si vergognino, durante le visite mediche, a spogliarsi di fronte ad altre persone.

### Capitolo 14: Sotto l'implacabile tormenta polare
L'autore inizia il capitolo presentando Kale: uomo di trentacinque anni, figlio illegittimo dell'esploratore Peary, molto apprezzato dalle donne perché di bell'aspetto, ottimo cacciatore e padre di tre figli. 
Aage, prima di partire verso Siorapaluk, viene chiamato a Igfigsoq per curare Benigne, moglie di Kale, malata di febbre puerperale. Aage osserva come la casa della malata sia piena di persone giunte per portare sostegno. Sebbene venga fatto il possibile, dopo qualche giorno di sofferenza Benigne muore. 
Durante il ritorno a Thule Aage, Lisbet e i compagni di viaggio sono bloccati per giorni dentro una grotta a causa di una tormenta. Tornato alla colonia, grazie al senso d'orientamento di un membro della spedizione, Aage viene subito chiamato per un parto ed osserva come le donne eschimesi partoriscano come quelle inglesi (poggiate su un fianco).

### Capitolo 15: Un altro viaggio avventuroso
Aage e Lisbet, accompagnati da guide esperte, affrontano il lungo giro-visite della parte meridionale a Thule . 
Giungono a Igfigsoq, Capo York, Savigsivik (dove viene curata una bambina malata di epilessia), Capo Melville e Isole Slave. 
In seguito, a causa di pessime condizioni di una delle guide e per un'epidemia di raffreddore e stanchezza fisica scoppiata a Thule, Aage e gli altri membri della spedizione sono costretti a tornare indietro.

### Capitolo 16: Primavera Artica - Emozioni di caccia
In seguito ad una terribile epidemia di infezioni che porta anche ad amputazioni, Aage invita la popolazione ad usare lo iodio come antisettico.
È descritta la festività della Pasqua: Aage e Lisbet organizzano una festa e, in un'atmosfera serena e rilassata, mangiano e si scambiano doni. Al termine del periodo di oscurità la colonia ed anche l'ospedale si ritrovano in scarsezza di cibo. 
L'autore espone le motivazioni che lo costringono al rientro in Danimarca: il desiderio di formare una famiglia con Lisbet ed il timore di possibili infezioni (essendo molto in contatto con malati di tubercolosi) per la moglie e per il futuro bambino.
La scena si sposta sull'incontro di Aage con Karen e Isac; vengono raccontate tutte le particolari avventure di caccia: l'avvicinamento dell'autore ad un toro muschiato e la cattura di alcuni coniglietti norvegesi, attirati dalla musica classica.

### Capitolo 17: Ultimo viaggio in slitta e ultime cacce
Gli eschimesi, sebbene accettino la morte con serenità, non sopportano le sofferenze procurate dalle malattie. 
Durante la pentecoste Aage vaccina per la prima volta tutti gli abitanti della colonia. Il 1º giugno Aage e Lisbet, accompagnati da guide esperte, partono per un lungo viaggio di seicento miglia che durerà tre settimane. Attraversano numerose colonie e ne vaccinano tutti gli abitanti. Vanno a caccia dei “re del mare” e di foche, osservano delle particolari rocce chiamate inuiset perché simili a statue di uomini, e per la prima volta vedono due soli (fenomeno tipico dell'Artide). Una volta giunti fino ai confini con il Canada, a causa di pozze d'acqua che rendono impossibile il viaggio in slitta, decidono di tornare indietro. 
Arrivati a Thule Lisbet viene ammirata da tutti gli abitanti per essere la prima donna ad essersi spinta così a Nord in slitta.

### Capitolo 18: Addio a Thule e ritorno in patria
La data della partenza si avvicina e Aage e Lisbet sentono una profonda tristezza. La popolazione ringrazia il nakorsaq per il suo lavoro, lo aiuta nei preparativi e si mostra sempre sorridente e gentile. All'arrivo del bastimento c'è una grande festa d'addio ed Aage fa un lungo discorso di ringraziamento.
Il 24 luglio il bastimento salpa da Thule: gli abitanti della colonia sono sulla riva per dare l'addio al nakorsaq e alla moglie ed i cacciatori sparano in aria in segno di saluto. 
Durante il viaggio Aage e Lisbet scoprono che è scoppiata un'altra guerra e si domandano 

L'autore all'arrivo a Copenaghen, anche se felice di rivedere i parenti, non può fare a meno di osservare con tristezza che nella società danese 

Il capitolo si conclude con una profonda riflessione dell'autore e della moglie nella quale sono esaltati i pregi della società eschimese che, sebbene tecnologicamente arretrata, risulta essere assolutamente migliore di quella danese. Il libro si conclude con bellissime parole sugli indigeni di Thule: 